# Taça de Portugal de 2016–17
A Taça de Portugal de 2016–17 (conhecida por Taça de Portugal Placard de 2016-17 por motivos de patrocínio) foi a 77ª edição da Taça de Portugal. É disputada por 114 equipas dos 3 campeonatos nacionais, mais 41 representantes dos Campeonatos Distritais.
O SC Braga, detentor anterior do troféu, foi eliminado nos oitavos-de-final após derrota com o Covilhã por 2–1. 
A final foi disputada a 28 de maio de 2017, no Estádio Nacional, entre o Benfica e o Vitória de Guimarães. O Benfica venceu a partida por 2-1, conquistando assim a 26ª Taça de Portugal da sua história.

## Formato
Na edição de 2015-16 foram introduzidas algumas alterações, tendo sido alargado o número de participantes vindos dos Distritais, a introdução da repescagem por sorteio de equipa derrotas acabando-se com clubes isentos, e a obrigatoriedade de os clubes das Ligas profissionais terem de disputar a primeira eliminatória em que participam contra equipas de divisões inferiores e na condição de visitantes.
Tal como nas edições anteriores, a competição será disputada em 7 eliminatórias sucessivas até à Final. Os 79 clubes participantes do Campeonato de Portugal e os 41 representantes dos Distritais participam na 1ª Eliminatória. Na 2ª eliminatória, os participantes da Segunda Liga juntam-se aos apurados da 1ª eliminatória. Na 3ª eliminatória, os participantes da Primeira Liga juntam-se aos apurados da 2ª eliminatória.
As meias finais são disputadas a duas mãos, ao contrário das restantes eliminatórias disputadas num único jogo (com recurso a prolongamento e desempate por grandes penalidades, se necessário). A final é disputada em terreno neutro, no Estádio Nacional do Jamor em Oeiras.
| Eliminatória     | Equipas ainda em prova | Participam nesta eliminatória | Vencedores el. anterior | Novas entradas | Liga                                                    |
| ---------------- | ---------------------- | ----------------------------- | ----------------------- | -------------- | ------------------------------------------------------- |
| 1ª Eliminatória  | 155                    | 120                           | -                       | 120            | Campeonato de Portugal 41 representantes dos Distritais |
| 2ª Eliminatória  | 110                    | 92                            | 75                      | 17             | Segunda Liga                                            |
| 3ª Eliminatória  | 64                     | 64                            | 46                      | 18             | Primeira Liga                                           |
| 4ª Eliminatória  | 32                     | 32                            | 32                      | -              | -                                                       |
| Oitavos-de-Final | 16                     | 16                            | 16                      | -              | -                                                       |
| Quartos-de-Final | 8                      | 8                             | 8                       | -              | -                                                       |
| Meias-Finais     | 4                      | 4                             | 4                       | -              | -                                                       |
| Final            | 2                      | 2                             | 2                       | -              | -                                                       |

## 1ª Eliminatória
Na 1ª Eliminatória, participaram 120 equipas (41 distritais e 79 do Campeonato de Portugal), encontrando-se divididas por 8 séries, de A a H, de acordo com localização geográfica, em que cada equipa só pode defrontar outras equipas da mesma série. Os jogos foram sorteados a 10 de agosto de 2016 e disputados a 3 e 4 de setembro de 2016.
| I Liga  | II Liga | CP      | Distritais | Total     |
| ------- | ------- | ------- | ---------- | --------- |
| 18 / 18 | 17 / 17 | 79 / 79 | 41 / 41    | 155 / 155 |

| Dia do jogo   | Visitado               | Div | Res            | Div | Visitante           | Série |
| ------------- | ---------------------- | --- | -------------- | --- | ------------------- | ----- |
| 4 de setembro | G.D. Vilar Perdizes    | D   | 0–3            | CP  | Vilaverdense FC     | A     |
| 4 de setembro | Atlético dos Arcos AD  | D   | 1–0 (a.p.)     | CP  | GDU Torcatense      | A     |
| 4 de setembro | J. Pedras Salgadas     | CP  | 1–0            | CP  | GD Bragança         | A     |
| 4 de setembro | AD Ponte da Barca      | CP  | 1–0            | CP  | Montalegre          | A     |
| 4 de setembro | Águia FC               | D   | 1–5            | CP  | Limianos            | A     |
| 4 de setembro | Merelinense            | CP  | 3–0            | D   | CD Cerveira         | A     |
| 4 de setembro | SC Mirandela           | CP  | 0–0 (2-3 g.p.) | D   | SC Maria da Fonte   | A     |
| 3 de setembro | GR Cruzado Canicense   | D   | 1–4            | CP  | FC Pedras Rubras    | B     |
| 4 de setembro | AD Camacha             | CP  | 1–1 (4-2 g.p.) | CP  | FC Felgueiras 1932  | B     |
| 4 de setembro | CD Trofense            | CP  | 5–0            | CP  | CF Caniçal          | B     |
| 4 de setembro | GD Cerva               | D   | 0–2            | CP  | Amarante FC         | B     |
| 4 de setembro | S. Martinho            | CP  | 6–0            | D   | CCR Raimonda        | B     |
| 4 de setembro | AD Oliveirense         | CP  | 8–1            | D   | GD Sendim           | B     |
| 4 de setembro | Aliança de Gandra      | CP  | 0–1            | D   | Sta. Eulália        | B     |
| 4 de setembro | GD Joane               | D   | 0–0 (4-3 g.p.) | D   | CRP Barrosas        | B     |
| 4 de setembro | GD Trancoso            | D   | 0–2            | CP  | UD Oliveirense      | C     |
| 4 de setembro | AD Sanjoanense         | CP  | 4–2 (a.p.)     | CP  | SC Salgueiros 08    | C     |
| 4 de setembro | GD Torre Moncorvo      | CP  | 1–1 (4-2 g.p.) | D   | Aguiar da Beira     | C     |
| 4 de setembro | FC Cesarense           | CP  | 1–1 (2-4 g.p.) | CP  | Moimenta da Beira   | C     |
| 4 de setembro | Valadares Gaia         | D   | 2–0            | CP  | UD Sousense         | C     |
| 4 de setembro | SC Coimbrões           | CP  | 3–0            | CP  | Gondomar SC         | C     |
| 4 de setembro | CD Cinfães             | CP  | 4–0            | D   | SC Espinho          | C     |
| 4 de setembro | Lusitano Vildemoinhos  | CP  | 3–1            | D   | AD Sátão            | D     |
| 4 de setembro | RD Águeda              | CP  | 3–2 (a.p.)     | CP  | GD Tourizense       | D     |
| 4 de setembro | Mortágua FC            | CP  | 1–0            | D   | AD Nogueirense      | D     |
| 4 de setembro | GD Gafanha             | CP  | 1–1 (6-5 g.p.) | CP  | Anadia FC           | D     |
| 4 de setembro | Penalva Castelo        | D   | 2–2 (4-3 g.p.) | CP  | Académica-SF        | D     |
| 4 de setembro | CD Gouveia             | CP  | 0–4            | D   | SC Beira-Mar        | D     |
| 4 de setembro | CD Estarreja           | CP  | 4–1            | CP  | FC Pamiplhosa       | D     |
| 4 de setembro | ACD Vinha da Rainha    | D   | 1–4            | CP  | AC Alcanenense      | E     |
| 4 de setembro | UD Leiria              | CP  | 10–0           | D   | CF Os Gavionenses   | E     |
| 4 de setembro | Benfica Castelo Branco | CP  | 8–0            | CP  | Naval 1º de Maio    | E     |
| 4 de setembro | Ginásio Alcobaça       | CP  | 1–0            | CP  | GD Sousense         | E     |
| 4 de setembro | Ac. Fundão             | D   | 0–1            | CP  | GD Vitória Sernache | E     |
| 4 de setembro | Sertanense FC          | CP  | 1–0            | D   | AC Marinhense       | E     |
| 4 de setembro | CD Alcains             | D   | 2–0            | CP  | ARC Oleiros         | E     |
| 4 de setembro | CD Fátima              | CP  | 2–0            | CP  | Carapinheirense     | E     |
| 4 de setembro | Santa Iria             | D   | 2–1            | CP  | At. Malveira        | F     |
| 4 de setembro | SU Sintrense           | CP  | 0–1            | CP  | GDR Gafetense       | F     |
| 4 de setembro | AD Fazendense          | D   | 0–3            | CP  | Caldas SC           | F     |
| 4 de setembro | GS Loures              | CP  | 2–1            | CP  | UD Vilafranquense   | F     |
| 4 de setembro | Cartaxo                | D   | 2–2 (2-3 g.p.) | D   | FC Mosteirense      | F     |
| 4 de setembro | Torreense              | CP  | 1–0            | CP  | CD Mafra            | F     |
| 4 de setembro | Lourel                 | D   | 1–2            | D   | Beneditense         | F     |
| 3 de setembro | SC Angrense            | CP  | 1–0            | D   | São Roque           | G     |
| 4 de setembro | FC Flamengos           | D   | 0–4            | CP  | Oriental            | G     |
| 4 de setembro | SC Ideal               | CP  | 0–2            | CP  | SC Praiense         | G     |
| 4 de setembro | Real Massamá           | CP  | 3–0            | D   | CD Rabo de Peixe    | G     |
| 4 de setembro | SC Lusitânia           | CP  | 2–3            | CP  | SU 1º Dezembro      | G     |
| 4 de setembro | SG Sacavenense         | CP  | 4–0            | CP  | Atlético CP         | G     |
| 4 de setembro | Casa Pia AC            | CP  | 2–2 (6-7 g.p.) | CP  | CUF Barreiro        | G     |
| 4 de setembro | FC Barreirense         | CP  | 2–1 (a.p.)     | CP  | Operário Lagoa      | G     |
| 4 de setembro | Os Armacenenses        | CP  | 6–1            | D   | Redondense FC       | H     |
| 4 de setembro | SP. Viana              | CP  | 3–0            | D   | CDR Quarteirense    | H     |
| 4 de setembro | Moura AC               | CP  | 2–0            | D   | Beira Mar Almada    | H     |
| 4 de setembro | Praia de Milfontes     | D   | 1–4            | CP  | SCM Aljustrelense   | H     |
| 4 de setembro | SR Almancilense        | CP  | 1–0            | D   | Amora FC            | H     |
| 4 de setembro | Lusitano VRSA          | CP  | 3–0            | CP  | Louletano DC        | H     |
| 4 de setembro | Lusitano Évora         | D   | 0–2            | CP  | Farense             | H     |
| 3 de setembro | CD Pinhalnovense       | CP  | 2–0            | D   | GD Lagoa            | H     |

a.p. - após prolongamento; g.p. - grandes penalidades; negrito - vencedor da eliminatória

## 2ª Eliminatória
Um total de 92 equipas participaram nesta eliminatória, que compreende os 60 vencedores da eliminatória anterior, e as 17 equipas da Segunda Liga de 2015–16 (II) (não participam as equipas de reservas) e 15 equipas sorteados aleatoriamente entre os derrotados da primeira eliminatória (repescagem). O sorteio teve lugar no dia 8 de setembro de 2016. As partidas foram disputadas a 24 e 25 de setembro de 2016. De acordo com os novos regulamentos da competição, as equipas da Segunda Liga disputaram as suas partidas como visitantes contra equipas de divisões inferiores.
| I Liga  | II Liga | CP      | Distritais | Total     |
| ------- | ------- | ------- | ---------- | --------- |
| 18 / 18 | 17 / 17 | 57 / 79 | 18 / 41    | 110 / 155 |

Repescagem

As seguintes 15 equipas foram repescadas da primeira eliminatória:
- Anadia FC (CP)
- GD Cerva (D)
- CD Gouveia (CP)
- Lusitano Évora (D)
- CD Rabo de Peixe (D)
- Naval 1º de Maio (CP)
- São Roque (D)
- FC Pampilhosa (CP)
- Casa Pia AC (CP)
- CRP Barrosas (D)
- CF Os Gavionenses (D)
- UD Vilafranquense (CP)
- GD Sendim (D)
- UD Sousense (CP)
- Lourel (D)

| Dia do jogo    | Visitado             | Div | Res            | Div | Visitante             |
| -------------- | -------------------- | --- | -------------- | --- | --------------------- |
| 24 de setembro | CD Moimenta da Beira | CP  | 0–0 (1-3 g.p.) | II  | União da Madeira      |
| 24 de setembro | Lusitano Évora       | D   | 0–3            | II  | Santa Clara           |
| 24 de setembro | Sp. Viana            | CP  | 1–2            | II  | Cova da Piedade       |
| 24 de setembro | São Roque            | D   | 0–3            | CP  | Caldas SC             |
| 25 de setembro | CD Gouveia           | CP  | 1–2            | II  | Académica             |
| 25 de setembro | Naval 1º de Maio     | CP  | 3–2            | II  | AD Fafe               |
| 25 de setembro | Lusitano VRSA        | CP  | 2–0            | CP  | CUF Barreiro          |
| 25 de setembro | GDR Gafetense        | CP  | 1–3            | II  | Académico de Viseu    |
| 25 de setembro | GC Alcobaça          | CP  | 0–2            | II  | FC Vizela             |
| 25 de setembro | Moura AC             | CP  | 0–4            | II  | Desportivo das Aves   |
| 25 de setembro | CD Trofense          | CP  | 6–1            | D   | SC Beira-Mar          |
| 25 de setembro | GD Cerva             | D   | 0–5            | II  | Freamunde             |
| 25 de setembro | RD Águeda            | CP  | 2–1 (a.p.)     | CP  | UD Sousense           |
| 25 de setembro | Anadia FC            | CP  | 0–0 (2-4 g.p.) | II  | Varzim SC             |
| 25 de setembro | AC Alcanenense       | CP  | 4–2 (a.p.)     | D   | GD Sendim             |
| 25 de setembro | Penalva do Castelo   | D   | 0–4            | CP  | Amarante FC           |
| 25 de setembro | Casa Pia AC          | CP  | 2–1            | CP  | CD Pinhalnovense      |
| 25 de setembro | FC Mosteirense       | D   | 0–2            | II  | FC Famalicão          |
| 25 de setembro | CRP Barrosas         | D   | 2–3            | CP  | AD Oliveirense        |
| 25 de setembro | GD Torre Moncorvo    | CP  | 0–3            | CP  | CD Cinfães            |
| 25 de setembro | Sertanense FC        | CP  | 2–1            | CP  | Lusitano Vildemoinhos |
| 25 de setembro | SR Almancilense      | CP  | 0–2            | CP  | Merelinense FC        |
| 25 de setembro | GD Os Armacenenses   | CP  | 2–3            | CP  | SCM Aljustrelense     |
| 25 de setembro | SC Coimbrões         | CP  | 2–5            | CP  | SC Praiense           |
| 25 de setembro | SU 1º Dezembro       | CP  | 2–0            | D   | Lourel                |
| 25 de setembro | Atlético Arcos       | CP  | 0–2            | CP  | GD Gafanha            |
| 25 de setembro | UD Leiria            | CP  | 2–2 (4-3 g.p.) | II  | Portimonense          |
| 25 de setembro | Benfica C. Branco    | CP  | 3–1            | D   | Sta. Eulália          |
| 25 de setembro | GS Loures            | CP  | 1–2            | CP  | Oriental              |
| 25 de setembro | CD Fátima            | CP  | 1–0            | CP  | FC Pampilhosa         |
| 25 de setembro | AD Sanjoanense       | CP  | 6–1            | CP  | J. Pedras Salgadas    |
| 25 de setembro | FC Pedras Rubras     | CP  | 0–1 (a.p.)     | II  | Leixões SC            |
| 25 de setembro | AD Camacha           | CP  | 1–1 (2-4 g.p.) | CP  | GD Vitória Sernache   |
| 25 de setembro | FC Bareirense        | CP  | 3–0            | D   | Valadares Gaia        |
| 25 de setembro | GD Joane             | D   | 0–1            | II  | SC Covilhã            |
| 25 de setembro | SC Angrense          | CP  | 0–2 (a.p.)     | CP  | Farense               |
| 25 de setembro | Maria da Fonte       | D   | 0–3            | CP  | Torreense             |
| 25 de setembro | Beneditense          | D   | 0–3            | D   | Santa Iria            |
| 25 de setembro | CD Alcains           | D   | 0–4            | CP  | AD Limianos           |
| 25 de setembro | UD Oliveirense       | CP  | 1–1 (4-5 g.p.) | II  | FC Penafiel           |
| 25 de setembro | CD Rabo de Peixe     | D   | 0–2            | II  | Gil Vicente FC        |
| 25 de setembro | Estarreja            | CP  | 3–1            | CP  | AD Ponte da Barca     |
| 25 de setembro | Real Sport Clube     | CP  | 3–2            | CP  | S. Martinho           |
| 25 de setembro | UD Vilafranquense    | CP  | 1–0            | CP  | Vilaverdense FC       |
| 25 de setembro | CF Os Gavionenses    | D   | 2–3 (a.p.)     | CP  | Mortágua FC           |
| 25 de setembro | SG Sacavenense       | CP  | 0–1            | II  | SC Olhanense          |

## 3ª Eliminatória
Um total de 64 equipas participaram nesta eliminatória, que incluiu os 46 vencedores da eliminatória anterior e as 18 equipas que competem na Primeira Liga de 2016–17 (I). O sorteio realizou-se a 29 de setembro de 2016. Os jogos foram disputados entre 13 e 16 outubro de 2016. À semelhança do que ocorreu com as equipas de Segunda Liga na eliminatória anterior, as equipas da Primeira Liga Sagres disputaram as suas partidas como visitantes contra equipas de divisões inferiores.
| I Liga  | II Liga | CP      | Distritais | Total    |
| ------- | ------- | ------- | ---------- | -------- |
| 18 / 18 | 16 / 17 | 29 / 79 | 1 / 41     | 64 / 155 |

| Dia do jogo   | Visitado         | Div | Res            | Div | Visitante            |
| ------------- | ---------------- | --- | -------------- | --- | -------------------- |
| 13 de outubro | FC Famalicão     | II  | 0–1            | I   | Sporting CP          |
| 14 de outubro | SC Covilhã       | II  | 1–0 (a.p.)     | II  | Freamunde            |
| 14 de outubro | 1º Dezembro      | CP  | 1–2            | I   | SL Benfica           |
| 15 de outubro | FC Penafiel      | II  | 1–0 (a.p.)     | CP  | Amarante             |
| 15 de outubro | Fátima           | CP  | 1–2            | II  | Olhanense            |
| 15 de outubro | UD Leiria        | CP  | 0–2            | I   | Boavista FC          |
| 15 de outubro | Desp. Aves       | II  | 1–2 (a.p.)     | I   | Paços de Ferreira    |
| 15 de outubro | AD Oliveirense   | CP  | 1–3            | I   | SC Braga             |
| 15 de outubro | Gafanha          | CP  | 0–3            | I   | FC Porto             |
| 16 de outubro | Santa Clara      | II  | 1–1 (4-2 g.p.) | I   | Rio Ave              |
| 16 de outubro | Estarreja        | CP  | 1–3            | I   | Nacional             |
| 16 de outubro | União da Madeira | II  | 0–1            | I   | GD Chaves            |
| 16 de outubro | Mortágua         | CP  | 0–1            | II  | Cova da Piedade      |
| 16 de outubro | Praiense         | CP  | 3–1            | CP  | Farense              |
| 16 de outubro | Gil Vicente FC   | II  | 0–0 (4-1 g.p.) | CP  | Casa Pia             |
| 16 de outubro | Aljustrelense    | CP  | 1–0            | CP  | Limianos             |
| 16 de outubro | Cinfães          | CP  | 0–1            | CP  | Benf. Castelo Branco |
| 16 de outubro | Torreense        | CP  | 2–0            | II  | Académico de Viseu   |
| 16 de outubro | Oriental         | CP  | 2–0            | CP  | Barreirense          |
| 16 de outubro | Varzim SC        | II  | 3–0            | CP  | R. Àgueda            |
| 16 de outubro | Merelinense      | CP  | 2–2 (6-7 g.p.) | II  | Leixões              |
| 16 de outubro | AD Sanjoanense   | CP  | 2–1            | CP  | Lusitano VRSA        |
| 16 de outubro | Vit. Sernache    | CP  | 0–1            | CP  | Vilafranquense       |
| 16 de outubro | Sertanense       | CP  | 0–4            | I   | Tondela              |
| 16 de outubro | Real Massamá     | CP  | 1–0            | I   | Arouca               |
| 16 de outubro | Alcanenense      | CP  | 1–2            | I   | Feirense             |
| 16 de outubro | Santa Iria       | D   | 1–2            | I   | Vitória de Guimarães |
| 16 de outubro | Naval            | CP  | 0–4            | I   | Marítimo             |
| 16 de outubro | Caldas           | CP  | 0–1            | I   | Estoril              |
| 16 de outubro | FC Vizela        | II  | 1–0            | I   | Moreirense           |
| 16 de outubro | CD Trofense      | CP  | 0–0 (2-4 g.p.) | I   | Vitória de Setúbal   |
| 16 de outubro | Académica        | II  | 2–0            | I   | Belenenses           |

## 4ª Eliminatória
Participaram nesta eliminatória as 32 equipas apuradas da eliminatória anterior. O sorteio teve lugar no dia 21 de outubro de 2016, sem qualquer restrição. Os jogos foram disputados entre 13 e 20 de novembro 2016.
| I Liga  | II Liga | CP     | Distritais | Total    |
| ------- | ------- | ------ | ---------- | -------- |
| 14 / 18 | 10 / 17 | 8 / 79 | 0 / 41     | 32 / 155 |

| Dia do jogo    | Visitado             | Div | Res            | Div | Visitante            |
| -------------- | -------------------- | --- | -------------- | --- | -------------------- |
| 13 de novembro | Varzim SC            | II  | 0–1            | II  | SC Covilhã           |
| 17 de novembro | Sporting CP          | I   | 5–1            | CP  | Praiense             |
| 18 de novembro | GD Chaves            | I   | 0–0 (3-2 g.p.) | I   | FC Porto             |
| 19 de novembro | AD Sanjoanense       | CP  | 1–0            | II  | Gil Vicente FC       |
| 19 de novembro | Estoril              | I   | 2–0            | II  | Cova da Piedade      |
| 19 de novembro | Feirense             | I   | 0–0 (4-5 g.p.) | II  | Académica            |
| 19 de novembro | SL Benfica           | I   | 6–0            | I   | Marítimo             |
| 20 de novembro | FC Vizela            | II  | 0–1            | II  | FC Penafiel          |
| 20 de novembro | Real Massamá         | CP  | 2–0            | II  | Olhanense            |
| 20 de novembro | Benf. Castelo Branco | CP  | 0–2            | I   | Vitória de Setúbal   |
| 20 de novembro | Oriental             | CP  | 1–2 (a.p.)     | II  | Leixões              |
| 20 de novembro | Vilafranquense       | CP  | 1–0            | I   | Paços de Ferreira    |
| 20 de novembro | Aljustrelense        | CP  | 1–2            | I   | Tondela              |
| 20 de novembro | Torreense            | CP  | 1–0            | I   | Nacional             |
| 20 de novembro | SC Braga             | I   | 2–1            | II  | Santa Clara          |
| 20 de novembro | Boavista FC          | I   | 1–2 (a.p.)     | I   | Vitória de Guimarães |

## Oitavos-de-Final
Participaram nesta eliminatória as 16 equipas apuradas da eliminatória anterior. O sorteio teve lugar no dia 24 de novembro de 2016, sem qualquer restrição. Os jogos foram disputados a 14 e 15 de dezembro de 2016.
| I Liga | II Liga | CP     | Distritais | Total    |
| ------ | ------- | ------ | ---------- | -------- |
| 8 / 18 | 4 / 17  | 4 / 79 | 0 / 41     | 16 / 155 |

| Dia do jogo    | Visitado             | Div | Res        | Div | Visitante      |
| -------------- | -------------------- | --- | ---------- | --- | -------------- |
| 14 de dezembro | Leixões              | II  | 2–1        | I   | Tondela        |
| 14 de dezembro | Torreense            | CP  | 2–3        | I   | GD Chaves      |
| 14 de dezembro | Estoril              | I   | 4–2 (a.p.) | CP  | AD Sanjoanense |
| 14 de dezembro | Académica            | II  | 1–0        | II  | FC Penafiel    |
| 14 de dezembro | Real Massamá         | CP  | 0–3        | I   | SL Benfica     |
| 14 de dezembro | SC Braga             | I   | 1–2        | II  | SC Covilhã     |
| 14 de dezembro | Vitória de Setúbal   | I   | 0–1        | I   | Sporting CP    |
| 15 de dezembro | Vitória de Guimarães | I   | 1–0        | CP  | Vilafranquense |

## Quartos-de-Final
Participaram nesta eliminatória as 8 equipas apuradas da eliminatória anterior. O sorteio teve lugar no dia 20 de dezembro de 2016, sem qualquer restrição. Os jogos foram disputados entre 17 e 18 de janeiro de 2017.
| I Liga | II Liga | CP     | Distritais | Total   |
| ------ | ------- | ------ | ---------- | ------- |
| 5 / 18 | 3 / 17  | 0 / 79 | 0 / 41     | 8 / 155 |

| Dia do jogo   | Visitado   | Div | Res | Div | Visitante            |
| ------------- | ---------- | --- | --- | --- | -------------------- |
| 17 de janeiro | Estoril    | I   | 2–1 | II  | Académica            |
| 17 de janeiro | GD Chaves  | I   | 1–0 | I   | Sporting CP          |
| 18 de janeiro | SC Covilhã | II  | 0–1 | I   | Vitória de Guimarães |
| 18 de janeiro | SL Benfica | I   | 6–2 | II  | Leixões              |

## Fase Final
|  | Meias Finais         | Meias Finais         | Meias Finais | Meias Finais |   |            | Final | Final |
|  |                      |                      |              |              |   |            |       |       |
|  | Estoril              | 1                    | 3            | 4            |   |            |       |       |
|  | SL Benfica           | 2                    | 3            | 5            |   |            |       |       |
|  | SL Benfica           | 2                    | 3            | 5            |   | SL Benfica | 2     |       |
|  |                      |                      |              |              |   | SL Benfica | 2     |       |
|  |                      | Vitória de Guimarães | 1            |              |   |            |       |       |
|  | Vitória de Guimarães | Vitória de Guimarães | 1            | 2            | 1 | 3          |       |       |
|  | Vitória de Guimarães |                      |              | 2            | 1 | 3          |       |       |
|  | GD Chaves            | 0                    | 3            | 3            |   |            |       |       |

## Meias-Finais
Participam nesta eliminatória as 4 equipas apuradas da eliminatória anterior. O sorteio teve lugar no dia 20 de dezembro de 2016, sem qualquer restrição. Os jogos foram disputados a 2 mãos, sendo a 1ª mão disputada a 28 de fevereiro de 2017 e a 1 de março de 2017 e a 2ª mão a 4 e 5 de abril de 2017.
| I Liga | II Liga | CP     | Distritais | Total   |
| ------ | ------- | ------ | ---------- | ------- |
| 4 / 18 | 0 / 17  | 0 / 79 | 0 / 41     | 4 / 155 |

| Dia do jogo     | Visitado             | Div | Res | Div | Visitante  |
| --------------- | -------------------- | --- | --- | --- | ---------- |
| 28 de fevereiro | Estoril              | I   | 1–2 | I   | SL Benfica |
| 1 de março      | Vitória de Guimarães | I   | 2–0 | I   | GD Chaves  |

| Dia do jogo | Visitado   | Div | Res       | Div | Visitante            |
| ----------- | ---------- | --- | --------- | --- | -------------------- |
| 4 de abril  | GD Chaves  | I   | 3–1 (g.f) | I   | Vitória de Guimarães |
| 5 de abril  | SL Benfica | I   | 3–3       | I   | Estoril              |

## Final
A Final foi disputada a 28 de maio de 2017 no Estádio Nacional.
| 28 de maio de 2017 | SL Benfica                    | 2 – 1     | Vitória de Guimarães | Estádio Nacional, Jamor          |
| 17:15              | Raúl Jiménez 48' · Salvio 53' | Relatório | Bongani Zungu 78'    | Árbitro: Hugo Miguel (AF Lisboa) |

## Campeão
| Taça de Portugal 2016–17 |
| ------------------------ |
| Benfica (26º Título)     |